# Sofie Bracke
Sofie Bracke (Gent, 25 juli 1979) is een Vlaams liberaal politicus en schepen van Economie, Handel, Haven en Sport van de stad Gent. Ze werd op 5 september 2009, na het ontslag van Sas Van Rouveroij, door het partijbestuur van Open Vld Gent naar voren geschoven als zijn opvolger in het Gents College van burgemeester en schepenen en kreeg als schepen de bevoegdheden Innovatie en Werk onder haar hoede. Ze is kernlid van de onafhankelijke liberale denktank Liberales.

## Levensloop
Na het lager onderwijs te hebben voltooid aan de Bollekensschool te Gent, doorliep Bracke haar middelbare studies aan het Sint-Bavo Instituut, waar ze o.a. ook actief was als vicevoorzitter van de leerlingenraad. Later behaalde ze een master in politieke wetenschappen aan de UGent, die ze aanvulde met een master in Europese Studies aan de Universiteit van Louvain-La-Neuve.

### Politieke loopbaan
- 2000: Sofie Bracke nam voor het eerst deel aan verkiezingen bij de Gentse gemeenteraadsverkiezingen; vanaf de 26ste plaats op de lijst haalde ze 752 voorkeurstemmen. Ze werd daarmee 1e opvolger voor de gemeenteraad in de periode 2000-2006;
- 2006: op 8 oktober kreeg ze de dertiende plaats op de lijst VLD-Vivant en werd ze met 1.464 voorkeurstemmen rechtstreeks verkozen in de Gentse gemeenteraad. Na het ontslag van Sas Van Rouveroij als eerste schepen werd Sofie Bracke naar voren geschoven als zijn opvolger in het college;
- 2012: op 14 oktober behaalde ze vanaf de tweede plaats een  score van 4025 voorkeurstemmen;
- van januari 2013 tot december 2018 was ze schepen voor Burgerzaken en Protocol en ambtenaar van de Burgerlijke stand;
- op 3 januari 2019 is ze beëdigd als schepen voor de Gentse haven, algemeen bevoegd voor Economie, Handel en Sport.

## Uitslagen verkiezingen
| Verkiezing              | Kieskring | Datum           | Lijst      | Plaats op lijst | Voorkeursstemmen | Uitslag      | Partijuitslag binnen kieskring |
| ----------------------- | --------- | --------------- | ---------- | --------------- | ---------------- | ------------ | ------------------------------ |
| Gemeenteraadsverkiezing | Gent      | 8 oktober 2000  | VLD        | 26e plaats      | 752              | 1e opvolger  | 21.03 %                        |
| Gemeenteraadsverkiezing | Gent      | 8 oktober 2006  | VLD-Vivant | 13e plaats      | 1.464            | 9e titularis | 21,04 %                        |
| Gemeenteraadsverkiezing | Gent      | 14 oktober 2012 | Open Vld   | 2e plaats       | 4.025            | 2e titularis | 16,5 %                         |
| Gemeenteraadsverkiezing | Gent      | 14 oktober 2018 | Open Vld   | 2e plaats       | 6619             | 2e titularis | 25,15 %                        |